# Херстборн (Кентаки)
Херстборн (енгл. Hurstbourne) град је у америчкој савезној држави Кентаки.

## Демографија
По попису из 2010. године број становника је 4.216, што је 332 (8,5%) становника више него 2000. године.
| Група             | 2000.         | 2010.         |
| Белци             | 3.520 (90,6%) | 3.442 (81,6%) |
| Афроамериканци    | 117 (3,0%)    | 180 (4,3%)    |
| Азијати           | 165 (4,2%)    | 477 (11,3%)   |
| Хиспаноамериканци | 42 (1,1%)     | 67 (1,6%)     |
| Укупно            | 3.884         | 4.216         |